# ويليام بي ميرفي جونيور
ويليام بي ميرفي جونيور (بالإنجليزية: William P. Murphy Jr.) هو عالم أحياء وطبيب ومخترع وشخصية أعمال أمريكي، ولد في 11 نوفمبر 1923 في بوسطن في الولايات المتحدة.